# 西嶼東鼻頭震洋艇格納庫
西嶼東鼻頭震洋艇格納壕，是位於台灣澎湖縣西嶼鄉的一座的震洋艇格納壕遺跡，於2011年3月21日登錄為澎湖縣縣定古蹟。

## 歷史
1942年（昭和17年）大日本帝國於太平洋戰爭失利後，便採取自殺式攻擊戰略手法，於1944年制定了「特殊其息兵器」之試作方針，由日軍參謀本部作戰課航空班長鹿子島隆参謀等人擬定特攻計畫，除了用飛機機身來碰撞的「神風特攻隊」及「櫻花特攻機」外，還有特殊潛航艇的水中特攻兵器「蛟龍」、「海龍」「回天」，向敵艦衝入自爆的水上特攻兵器「震洋」高速艇器等。
格納壕的功能，則為隱藏在海岸邊使震洋艇滑出海面後，由駕駛員操縱駛向敵方船隻，最終以撞擊方式引爆炸藥完成自殺攻擊，而澎湖西嶼東鼻頭則為該兵器據點之一，其他格納壕則部署在高雄左營、屏東車城、臺北關渡等地。

## 設施
東鼻頭震洋艇格納壕主題為打鑿石壁，共以4條格納庫，兵舍等設施組成，當前格納壕前的空地原有兵舍以及震洋艇下海用鐵軌滑台等設施已不存，在戰後時期該地長期作為國軍靶場使用，目前從第1窟到第3窟之間的長方形空地，則已改變地貌。

## 外部連結
- 東鼻頭格納壕 - 澎湖知識服務平台 （页面存档备份，存于）
- 東鼻頭格納壕-文化部iCulture-文化空間 （页面存档备份，存于）